# Académie de peinture Kawabata
L'Académie de peinture Kawabata (川端画学校) est une école d'art privée fondée en 1909 (Meiji 42) à Shimotomisaka, Koishikawa, Tokyo par le  peintre japonais Tamaki Kawabata (川端玉章). 